# Női 400 méteres síkfutás a 2005. évi nyári európai ifjúsági olimpiai fesztiválon
A 2005. évi nyári európai ifjúsági olimpiai fesztiválon az atlétikai versenyszámokat Lignano Sabbiadoróban rendezték. A női 400 méteres síkfutás előfutamait július 5.-én, a döntőt pedig július 7.-én rendezték.

## Előfutamok
Mind a négy előfutam első helyezettje (Q) illetve a további legjobb 8 időeredménnyel (q) rendelkező sportoló jutott tovább a döntőkbe.
| H  | F | Név                       | Nemzet                | E     | Mj  |
| -- | - | ------------------------- | --------------------- | ----- | --- |
| 1  | 4 | Danijela Grgic            | Horvátország          | 54.89 | Q   |
| 2  | 3 | Volha Lozhechnik          | Fehéroroszország      | 56.00 | Q   |
| 3  | 3 | Agne Orlauskaite          | Litvánia              | 56.15 | q   |
| 4  | 2 | Sjorske Wijnker           | Hollandia             | 56.29 | Q   |
| 5  | 1 | Lena Schmidt              | Németország           | 56.44 | Q   |
| 6  | 3 | Zircher Kitti             | Magyarország          | 56.53 | q   |
| 7  | 4 | Martina Sedlariková       | Csehország            | 56.54 | q   |
| 8  | 1 | Joana Frias               | Portugália            | 56.59 | q   |
| 9  | 4 | Elena Bonfanti            | Olaszország           | 56.74 | q   |
| 10 | 4 | Stanislava Klucárová      | Szlovákia             | 56.76 | q   |
| 11 | 2 | Aleksandra Pavlovic       | Szerbia és Montenegró | 56.85 | q   |
| 12 | 1 | Riikka Perasto            | Finnország            | 57.11 | q   |
| 13 | 3 | Rebecca Williams          | Egyesült Királyság    | 57.26 |     |
| 14 | 3 | Lynn Vanderstricht        | Belgium               | 57.51 |     |
| 15 | 2 | Joellie Baflan            | Franciaország         | 58.06 |     |
| 16 | 4 | Ana Mar Oncala            | Spanyolország         | 58.25 |     |
| 17 | 2 | Gundega Zelenkevica       | Lettország            | 58.84 |     |
| 18 | 1 | Nilay Senoglu             | Törökország           | 58.92 |     |
| 19 | 2 | Niki Liva                 | Görögország           | 59.08 |     |
| 20 | 1 | Kristjana Kristjánsdóttir | Izland                | 59.16 |     |
| 21 | 1 | Lara Scerri               | Málta                 | 59.95 |     |
| -  | 2 | Alina Savin               | Románia               | -     | DNF |

## Döntő
| A döntő | A döntő              | A döntő               | A döntő | A döntő |
| H       | Név                  | Nemzet                | E       | Mj      |
| ------- | -------------------- | --------------------- | ------- | ------- |
| Arany   | Danijela Grgic       | Horvátország          | 53.12   |         |
| Ezüst   | Lena Schmidt         | Németország           | 54.59   |         |
| Bronz   | Sjorske Wijnker      | Hollandia             | 54.96   |         |
| 4       | Volha Lozhechnik     | Fehéroroszország      | 55.31   |         |
| 5       | Agne Orlauskaite     | Litvánia              | 55.66   |         |
| 6       | Zircher Kitti        | Magyarország          | 56.86   |         |
| B döntő |                      |                       |         |         |
| H       | Név                  | Nemzet                | E       | Mj      |
| 1       | Joana Frias          | Portugália            | 55.39   |         |
| 2       | Martina Sedlariková  | Csehország            | 56.09   |         |
| 3       | Elena Bonfanti       | Olaszország           | 56.14   |         |
| 4       | Stanislava Klucárová | Szlovákia             | 56.45   |         |
| 5       | Aleksandra Pavlovic  | Szerbia és Montenegró | 56.85   |         |
| 6       | Riikka Perasto       | Finnország            | 57.20   |         |